# 何衛東
何 衛東（か えいとう、ハー・ウェイドン、1957年5月 – ）は、中華人民共和国の軍人。中国共産党中央政治局委員、党中央軍事委員会副主席、国家中央軍事委員会副主席。江蘇省東台県出身。階級は上将である。2025年6月の時点でほぼ失脚した状態にある。

## 経歴
1957年5月、籍貫は江蘇省東台県許河鎮、福建省南平県で生まれる。1972年12月、中国人民解放軍に入隊。中国人民解放軍陸軍指揮学院、中国人民解放軍国防科技大学を卒業。ある偵察分隊兵士、陸軍指揮学院学生、偵察参謀、偵察営指導員、偵察所副処長、処長、師参謀長、第92摩歩旅旅長、第86摩歩師師長を歴任した。
2007年6月、第31集団軍参謀長に就任。2008年7月、第31集団軍副軍長に就任。同時、少将に昇格する。2013年1月、南京軍区副参謀長に就任。2013年7月、江蘇省軍区司令員に就任。2014年3月、上海警備区司令員に就任。2015年2月、中国共産党上海市委員会常務委員を兼務。2016年5月、中国人民解放軍西部戦区副司令員兼陸軍司令員に昇進した。2017年7月、中将に昇格する。2018年2月24日、第13期全国人民代表大会代表（議員）に選出される。2019年12月、中国人民解放軍東部戦区司令員に昇格。同時、上将に昇格する。
2022年の中国共産党第二十回全国代表大会で中国共産党中央政治局委員及び党中央軍事委員会副主席に選ばれ、制服組のナンバー2となった。
2025年3月中旬以降は公の動静が途絶えており、同年6月末の時点では失脚した可能性が高いと見做されている。同年6月2日に死去した許其亮元党中央軍事委員会副主席の葬儀に飾られた花輪に記された政治局員の中に、何衛東の名前が見当たらなかったという指摘もある。